# Латиш Олена Павлівна

Могила Олени Латиш на міському кладовище Яцево, Чернігів, 31.07.2015

Латиш Олена Павлівна (18 вересня 1948 — 11 вересня 1998) — українська актриса і громадський діяч, заслужений працівник культури України. Працювала директором Чернігівського обласного українського музично-драматичного театру імені Т. Г. Шевченка (1987―1998).
За ініціативи Олени Латиш у 1990 р. було започатковано фестиваль «Слов′янські театральні зустрічі», якій у подальшому набув статус міжнародного.